# Lutjanus lemniscatus
Lutjanus lemniscatus es una especie de peces de la familia Lutjanidae en el orden de los Perciformes.

## Morfología
• Los machos pueden llegar alcanzar los 65 cm de longitud total.

## Alimentación
Come peces  e invertebrados  bentónicos.

## Hábitat
Es un pez de mar de clima tropical y asociado a los  arrecifes de coral que vive entre 70-80 m de profundidad.

## Distribución geográfica
Se encuentra en Mozambique desde el sur de la India y Sri Lanka hasta las Filipinas, Nueva Guinea y Australia.